# Amarante de Kulikoro
Lagonosticta virata
Espèce
Statut de conservation UICN

 LC  : Préoccupation mineure
L’Amarante de Kulikoro (Lagonosticta virata) est une espèce de passereau appartenant à la famille des Estrildidae.

## Répartition
On la trouve au Mali (notamment en amont du fleuve Niger) et dans l'Est du Sénégal.